# S/2004 S 24
S/2004 S 24 és un satèl·lit natural de Saturn, i el satèl·lit prògrad més extern conegut. El seu descobriment va ser anunciat per Scott S. Sheppard, David C. Jewitt i Jan Kleyna el 7 d'octubre de 2019 a partir d'observacions realitzades entre el 12 de desembre de 2004 i el 22 de març de 2007.
S/2004 S 24 té uns 3 quilòmetres de diàmetre, i orbita Saturn a una distància mitjana de 22,901 Gm en 1294,25 dies, amb una inclinació de 35,5° respecte a l'eclíptica, en direcció prògrada i amb una excentricitat de 0,085. Com que la seva inclinació és similar als quatre membres coneguts del grup gal, S/2004 S 24 podria pertànyer al grup gal. Tanmateix, la seva òrbita és molt més llunyana, fet que posa en dubte aquesta classificació. Podria ser molt bé en un grup propi.
El mecanisme de formació exacte d'S/2004 S 24 és desconegut, i a causa de la seva baixa excentricitat (0,085) és poc probable que capturi una òrbita. Tanmateix, S/2004 S 24 orbita en la direcció oposada de tots els altres satèl·lits de la seva regió orbital, per la qual cosa és poc probable que hagi sobreviscut en aquesta òrbita durant tota la història del Sistema solar.